# Радима
Ради́ма (бел. Радзі́ма) — деревня в Дзержинском районе Минской области Беларуси. В составе Добринёвского сельсовета.

## География
Деревня расположена в 30 километрах от Дзержинска, 40 километрах от Минска и 30 километрах от железнодорожной станции Койданово.

## История
В конце XVIII века известна как деревня Самодуровщина в Минском повете Минского воеводства Великого княжества Литовского, владение Радзивиллов. После второго раздела Речи Посполитой (1793 год) в составе Российской империи. В 1800 году — 16 дворов, 93 жителя, собственность князя Доминика Радивила, в составе имения Станьково. В 1858 году в деревне насчитывалось 12 ревизских душ. В конце XIX век—начале XX века деревня находилась в составе Станьковской волости Минского уезда Минской губернии. В 1897 году, по данным первой всероссийской переписи населения в Самодуровщине насчитывалось 10 дворов, проживали 87 жителей. Известно также, что в 1917 году насчитывалось 11 дворов.
С 9 марта 1918 года в составе провозглашённой Белорусской Народной Республики, однако фактически находилась под контролем германской военной администрации. С 1 января 1919 года в составе Советской Социалистической Республики Белоруссия, а с 27 февраля того же года в составе Литовско-Белорусской ССР, летом 1919 года деревня была занята польскими войсками, после подписания рижского мира — в составе Белорусской ССР.
С 20 августа 1924 года в составе Добринёвского сельсовета Койдановского района Минского округа. 15 марта 1932 года Койдановский район преобразован в Койдановский польский национальный район, который 26 июня был переименован в Дзержинский.  31 июля 1937 года Дзержинский национальный полрайон был упразднён, деревня Самодуровщина перешла в состав Минского района Минского округа, с 20 февраля 1938 года — в составе Минской области. 4 февраля 1939 года Дзержинский район был восстановлен. В 1926 году, по данным первой всесоюзной переписи в деревне проживали 63 жителя, насчитывалось 12 дворов. В годы коллективизации в деревне был организован колхоз им. Калинина.
В Великую Отечественную войну с 28 июня 1941 года до 6 июля 1944 года под немецко-фашистской оккупацией. 14 августа 1943 года гитлеровцы согнали всех жителей деревни в дом местного жителя Ивана Коласа, разграбили деревню и увезли 5 местных мужчин на принудительные работы в Германию. Один из захватчиков, рассказал местным жителям, о готовящийся карательной операции в деревне, благодаря чему большинство местных жителей разошлись по соседним деревням. 15 августа 1943 года каратели полностью сожгли деревню (30 дворов) и убили четырёх оставшихся мирных жителей. На фронтах войны погибли 7 жителей Самодуровщины.
В послевоенное время деревня была восстановлена, и судя по довоенным и послевоенным картам, была отстроена приблизительно на 2 километра западнее от изначального расположения деревни. В 1960 году в деревне проживали 146 жителей. 30 июля 1964 года деревня Самодуровщина, указом Президиума Верховного Совета БССР получила название Родина. В 1991 году в деревне насчитывалось 22 придомовых хозяйства, проживали 36 жителей. 19 декабря 2003 года деревня Родина получила название Радима, соответствующее белорусскому звучанию. По состоянию на 2009 год в деревне Радима проживают 16 жителей, насчитывается 16 хозяйств, деревня находится в составе ОАО «ММК-Агро» (центр — д. Добринёво).

## Улицы
По состоянию на ноябрь 2009 года в деревне Радима насчитывается 5 улиц и переулков:
- Родниковая улица (бел. Крынічная вуліца;
- Лесной переулок (бел. Лясны завулак);
- Солнечный переулок (бел. Сонечны завулак);
- Сосновый переулок (бел. Сасновы завулак);
- Северный переулок (бел. Паўночны завулак).

## Население
| Численность населения (по годам) | Численность населения (по годам) | Численность населения (по годам) | Численность населения (по годам) | Численность населения (по годам) | Численность населения (по годам) | Численность населения (по годам) | Численность населения (по годам) | Численность населения (по годам) |
| 1800                             | 1897                             | 1909                             | 1926                             | 1960                             | 1991                             | 1999                             | 2004                             | 2009                             |
| -------------------------------- | -------------------------------- | -------------------------------- | -------------------------------- | -------------------------------- | -------------------------------- | -------------------------------- | -------------------------------- | -------------------------------- |
| 93                               | ↘87                              | ↘52                              | ↗63                              | ↗146                             | ↘36                              | ↘26                              | ↘21                              | ↘16                              |
| 2017                             | 2018                             | 2020                             | 2022                             |                                  |                                  |                                  |                                  |                                  |
| ↘13                              | ↘12                              | ↗14                              | ↗19                              |                                  |                                  |                                  |                                  |                                  |

## Достопримечательности
- Братская могила партизан, расположена в 7 километрах на запад от деревни, в лесном массиве. В захоронении погребены командир особого партизанского отряда «Боевой» им. Дунаева Жаврид Б.В. и начальник диверсионной группы М. Запольский, которые погибли при выполнении боевого задания в декабре 1942 года. В 1967 году на месте могилы был возведён обелиск.
- Братская могила советских воинов и партизан, расположена на сельском кладбище. В могиле погребены 6 воинов Красной Армии и 3 партизана, которые погибли 3 июля 1944 года, в бою против немецко-фащистских захватчиков. В 1957 году на месте могилы был возведён обелиск.
- В 7 километрах от деревни, в лесном массиве расположен мемориальный комплекс и могила жертв фашизма. В братской могиле погребены 196 жителей деревни Литавец, убитых немецко-фашистскими захватчиками 14 января 1943 года.
- В 1 километре западнее деревни, в лесном массиве, расположена братская могила, где погребены 42 жителя деревни Любожанка, расстрелянных немецко-фашистскими захватчиками 8 января 1943 года.
- В 0,6 км южнее деревни расположен один из двух могильников. Могильник представляет собою две насыпи диаметром 12 и 4 м, высотой соответственно 1,8 и 0,5 м. Открыл и исследовал в 1979 году Ю.А. Заяц, раскопки не проводились. В 5 километрах западнее деревни расположен второй могильник в урочище Толстуха. Представляет собою три насыпи высотою 1,3—1,6 м, диаметром 10—12 м. Открыл (1977 год) и исследовал (1979 год) Ю.А. Заяц, раскопки не проводились[11].

### Памятник природы, заказник
- В 0,6 километра западнее деревни расположен благоустроенный родник — гидрологический памятник природы